# Phryganopsyche wigginsi
Phryganopsyche wigginsi is een schietmot uit de familie Phryganopsychidae. De soort komt voor in het Oriëntaals gebied.